# 跳水馬

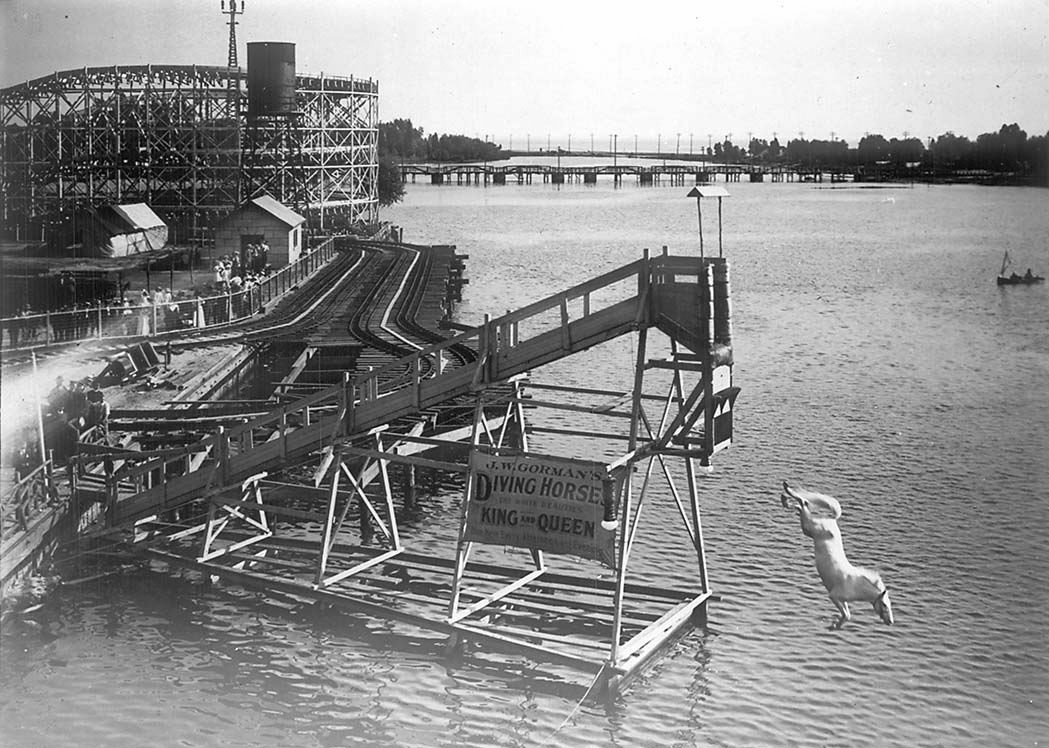
於加拿大多倫多漢倫點遊樂園的跳水馬表演（1907年攝）

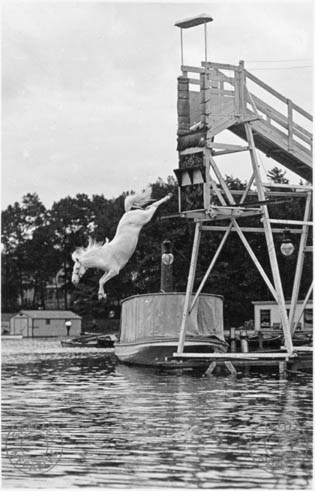
加拿大的跳水馬表演

钢铁码头的跳水马表演（摄于1978年）

跳水馬（英語：Diving horse）是1880年代中期的一項由一匹馬跳入水池的受歡迎景點節目，有時甚至在高達60英尺跳下來。

## 歷史
威廉·法蘭克·卡弗「發明」跳水馬表演。據稱在1881年，卡弗穿過普拉特河（內布拉斯加州）上部分倒塌的大橋。他的馬跌/跳入下面的水域，啟發了卡弗發展跳水馬的表演。卡弗訓練了各種動物並繼續巡迴演出。他的搭檔Al Floyd Carver建造了斜坡和塔樓，而Lorena Carver則是第一個騎手。索諾拉·韋伯斯特於1924年加入表演。她後來嫁給了Al Floyd Carver。該表演節目在大西洋城受歡迎的場地鋼鐵碼頭上成為永久固定的表演。在他去世後，索諾拉、Al和Lorena則在那裡繼續表演。
1931年，索諾拉和她的馬紅唇（Red Lips）在平台上失去了平衡。索諾拉從墮下中倖存下來，但變盲了（雙眼視網膜剝離而引起）。她失明的同時繼續表演跳水馬。1991年上映的電影《Wild Hearts Can't Be Broken》就是講述她的生活（她的回憶錄《A Girl and Five Brave Horses》中有詳細敘述）。

## 動物福利
跳水馬節目是在新澤西州鋼鐵碼頭舉行的表演。來自動物權益人士的壓力和逐漸減少的需求導致這種表演在1970年代永久關閉。馬匹有時要每週七天，每天跳水四次。在2012年企圖在鋼鐵碼頭重新表演這種節目時，動物福利倡導者請求老闆不要舉辦表演而被阻止了。美國人道主義協會的主席表示：「這是對一個無比愚蠢主意的仁慈結局。」

## 碼頭的載荷
大西洋城的鋼鐵碼頭也被用來安裝一個測量設備來監測大西洋海平面的變化。不過，碼頭海平面的變化結果是由聚集在一起觀看跳水馬的人群重量造成的。從1929年到1978年的測量結果指出海平面上升–人群經常出現並使碼頭在柔軟的沙質底部輕微沉降–除了1945年至1953年中斷跳馬期間外，當時缺乏定期人群，讓碼頭略微上升。

## 電影
電影《Wild Hearts Can't Be Broken》講述騎跳水馬的索諾拉·韋伯斯特的故事。
Rodney Dangerfield的電影《Back to School》中有提及跳水馬表演。